# Ocrepeira viejo
Ocrepeira viejo là một loài nhện trong họ Araneidae.
Loài này thuộc chi Ocrepeira. Ocrepeira viejo được Herbert Walter Levi miêu tả năm 1993.